# Philippe Foriel-Destezet
Philippe Foriel-Destezet, né le 12 septembre 1935 à Lyon et mort le 27 juin 2021, à Créteil, est un homme d'affaires et milliardaire français. Il possède 5,5 % de l'agence d'emploi Adecco, basée en Suisse, ainsi qu'une part importante dans AKILA Finances.

## Biographie
Il est diplômé de l'École des hautes études commerciales de Paris (HEC Paris) en 1958.

## Carrière
Il fonde l'agence d'emploi Ecco en 1964. Avec Klaus Jacobs, il joue un rôle dans la réalisation de la fusion d'Ecco avec Adia Intérim pour créer Adecco en 1996. Il siège aux conseils d'administration d'Adecco, AKILA Finance SA et Securitas.
Il quitte la co-présidence d'Adecco en 2005, et en devient président d'honneur en 2006.
En 2016, il est cité dans l'affaire des Panama Papers. Il a été à partir de 1994 actionnaire de plusieurs sociétés aux îles Vierges britanniques et au Panama, en son nom propre ou via Akila, sa holding luxembourgeoise. Il fait partie des cinq grande fortunes françaises citées qui n’ont pas souhaité expliquer au journal  Le Monde les motivations de leur montage offshore dans ces paradis fiscaux.

## Fortune
En 2018, sa fortune est évaluée à 2 milliards d'euros, faisant de lui la 23e fortune française selon le magazine Forbes.
En 2020, sa fortune professionnelle connue est de 460 millions d'euros, ce qui le classe 185e fortune française selon Challenges, grâce à sa participation de 4,8% dans Adecco. Forbes le crédite de 2,8 milliards de dollars fin septembre 2020.

## Vie privée
Marié et père de quatre enfants, il vivait à Londres. Sa fille Alix Foriel-Destezet, journaliste, est mariée à l'entrepreneur et éditorialiste français Mathieu Laine.

## Distinctions
- Chevalier de la Légion d'honneur